# WorkXPlore 3D
WorkXPlore 3D est une visionneuse 3D collaborative rapide pour l'analyse et le partage de fichiers CAO 3D et 2D sans avoir besoin de l'application de CAO d'origine. Simple d'utilisation, il permet d'explorer les fichiers 2D/3D et de réaliser des mesures directement sur les pièces 3D. Ses fonctions d'analyses déterminent les zones en contre-dépouilles, surfaces planes, épaisseurs, volumes, surfaces, poids, ou visualisent dynamiquement des sections.
Ce logiciel a été conçu pour les utilisateurs qui ne sont pas des experts de la CAO afin de leur permettre d'analyser n'importe quel type de fichiers de CAO 2D/3D.
Une version gratuite de ce logiciel est disponible par téléchargement sur Internet et les versions commerciales sont disponibles chez Sescoi.

## Fonctions
Le logiciel permet aux utilisateurs d’importer et d’analyser des fichiers CAO sans l'application de CAO d'origine. Les utilisateurs peuvent prendre des mesures 3D précis sur des pièces et des formes, déterminer les faces en contre dépouilles, les épaisseurs, les surfaces planes, les volumes, les poids et réaliser la visualisation par sections dynamiques.
WorkXPlore permet également aux utilisateurs de transmettre les pièces et ensembles 3D aux sous-traitants, aux clients et à leurs propres collaborateurs grâce à une application indépendante extrêmement compacte facile à envoyer par Internet. Le destinataire peut immédiatement afficher et travailler sur le modèle 3D reçu, sans application de CAO. WorkXPlore 3D peut également ouvrir et traiter des fichiers 3D de grande taille très rapidement.

## Formats CAO lisibles
- 2D: DXF, DWG, WorkNC 2D, CATIA V5 2D, UG 2D, Pro/E 2D, HPGL
- 3D: STL (stéréolithographie), IGES (igs, iges), STEP (stp, step), WorkNC 3D (wnc), UGS Parasolid (x_t, xmt_txt, x_b), SolidWorks (Parts, assemblies, drawings & sheet metal -sldprt, sldasm, slddrw), PTC Pro/ENGINEER (prt, asm), CATIA V4 (model, exp, user-def),  CATIA V5 (catpart, catproduct, cgr), UGS Unigraphics 3D (prt, asm), Cadds, SolidEdge (prt, asm), ACIS,  Unisurf
- CN: ISO G-code et géométrie et parcours WorkNC[4].

## Récompenses
- WorkXPlore 3D a reçu en 2009 le Prix de l'Excellence Logiciel catégorie "Innovation métier[5]". Cette première édition de la “Nuit de l'Excellence Logicielle”, a été lancée par le groupe international IDC, prestataire de services en marketing, associé à l'agence “Pour Action”, spécialisée dans le développement de partenariats informatiques. Cette édition est soutenue par IBM, Orange Business Services, le Syntec Informatique, Oseo et l'AFIC. Son objectif est de promouvoir les bonnes pratiques de l'innovation et de leur mise en œuvre au sein des PME-PMI françaises[6].

- En 2008, WorkXPlore 3D a reçu le prix de "L'Excellence en Productivité", catégorie XAO PLM – ERP / PGI – Prototypage et fabrication rapide. Les Trophées du salon Industrie 2008 ont récompensé les innovations réalisées dans les domaines de l'enlèvement de matière, la déformation, l'assemblage, le prototypage, la vision et le contrôle[2].

## Domaines d'application
- Fabrication de moules et matrices
- Fabrication de modèles
- Outillages
- Bureaux d'études
- Mécanique générale

## Logiciels associés
- WorkNC est un logiciel de CFAO du 2 aux 5 axes.
- WorkNC Dental est un logiciel de CAO/FAO pour l'usinage dentaire.
- Solution WorkPLAN: WorkPLAN Enterprise est un système Progiciel de gestion intégré (ERP) complet pour la fabrication à la commande.
- Solution WorkPLAN: MyWorkPLAN est une solution performante et facile à utiliser pour la gestion de projets.

## Liens
- Site officiel du WorkXPlore 3d
- Site officiel Sescoi
- Site officiel du logiciel WorkNC Dental
- Site officiel du logiciel ERP WorkPLAN